# Jack O'Lantern (DC Comics)
Jack O'Lantern è il nome di alcuni eroi immaginari pubblicati dalla DC Comics.

## Biografia del personaggio

### Daniel Cormack
Il primo Jack O'Lantern fu Daniel Cormack dall'Irlanda, un povero fattore a cui fu donata una lanterna magica da una fata irlandese. Cormack è un membro dei Guardiani del Globo, un gruppo internazionale di supereroi. La sua prima missione in Super Friends n. 8 fu aiutare Lanterna Verde a smantellare una bomba in Irlanda. Comparve in tre storie da protagonista in Super Friends n. 37, n. 40 e n. 44.
La prima comparsa di Cormack nella linea temporale corrente dell'Universo DC fu in DC Comics Presents n. 46, aiutando Superman a trovare delle vecchie rovine irlandesi. Fu poi visto come parte di un gruppo di eroi irlandesi ed Inglesi che tentarono di salvare il proprio mondo in Crisi sulle Terre infinite.
Quando le Nazioni Unite decisero di fondare la Justice League International, i Guardiani del Globo si ritrovarono senza supporto finanziario, e furono costretti a sciogliersi. Successivamente, Cormack si unì all'armata di Rumaan Harjavti in Byalya. Dopo che Harjavti venne ucciso da Queen Bee, Jack unì le proprie forze volontariamente con quelle della criminale per conquistare il mondo. Dopo una battaglia contro la Justice League, fu lasciato a morire in una fogna. Fu trovato vivo dalla sua ragazza Owlwoman, in Justice League Quarterly n. da 6 a 8 quando i due eroi furono trovati da Dottor Mist. Presero entrambi parte alla rinascita dei Guardiani del Globo per aiutare Sonar contro la Justice League in Justice League Europe n. 49 e n. 50. Dopo di ciò, Jack morì di cause naturali.

### Marvin Noronsa
Marvin Noronsa è un nativo di Byalya che prese l'identità di Cormack su richiesta di Queen Bee. Noronsa riuscì facilmente ad utilizzare i vecchi poteri di Cormack solo dopo che Queen Bee modificò la lanterna magica. noronsa morì in un'esplosione causata da Sumaan Harjavti in Justice League of America n. 55 (ottobre 1991).

### Liam McHugh
Più recentemente, il cugino di Cormack, Liam McHugh prese il mantello di Jack O'Lantern. McHugh era un ex combattente per la libertà irlandese che utilizzò i suoi poteri per difendere la sovranità irlandese. Comparve in tre storie da protagonista in Justice League Quarterly n. 14, n. 15 e n. 17. Divenne membro dei Leymen di Dottor Mist in Primal Force n. 0, comparendo in ogni numero finché la serie non fu cancellata con il n. 14. Liam fu visto l'ultima volta come membro degli Ultramarine Corps in JLA n. 26 e JLA Classified n. da 1 a 3.

## Poteri e abilità
Daniel Cormack e Marvin Noronsa avevano una lanterna mistica che diede loro il potere di volare, lanciare fuoco, di teletrasportarsi, creare immagini illusorie, super forza, e l'abilità di creare una fitta nebbia. Il potere della lanterna raggiungeva il minimo del suo potere a mezzogiorno, che gradualmente incrementava fino al massimo possibile al mezzanotte.
Liam McHugh trovò un modo per internalizzare i poteri della lanterna mistica, così che non dovette più portarsela dietro.